# Prosopis farcta
Prosopis farcta är en ärtväxtart som först beskrevs av Joseph Banks och Daniel Carl Solander, och fick sitt nu gällande namn av James Francis Macbride. Prosopis farcta ingår i släktet Prosopis och familjen ärtväxter. Inga underarter finns listade i Catalogue of Life. Distributions Området omfattar Turkiet och Cypern, från Algeriet till Palestina, Jordanien, Syrien, Arabien, Irak, Afghanistan, Pakistan och delar av Kaukasus, Centralasien och Iran till Indien.

## Bildgalleri

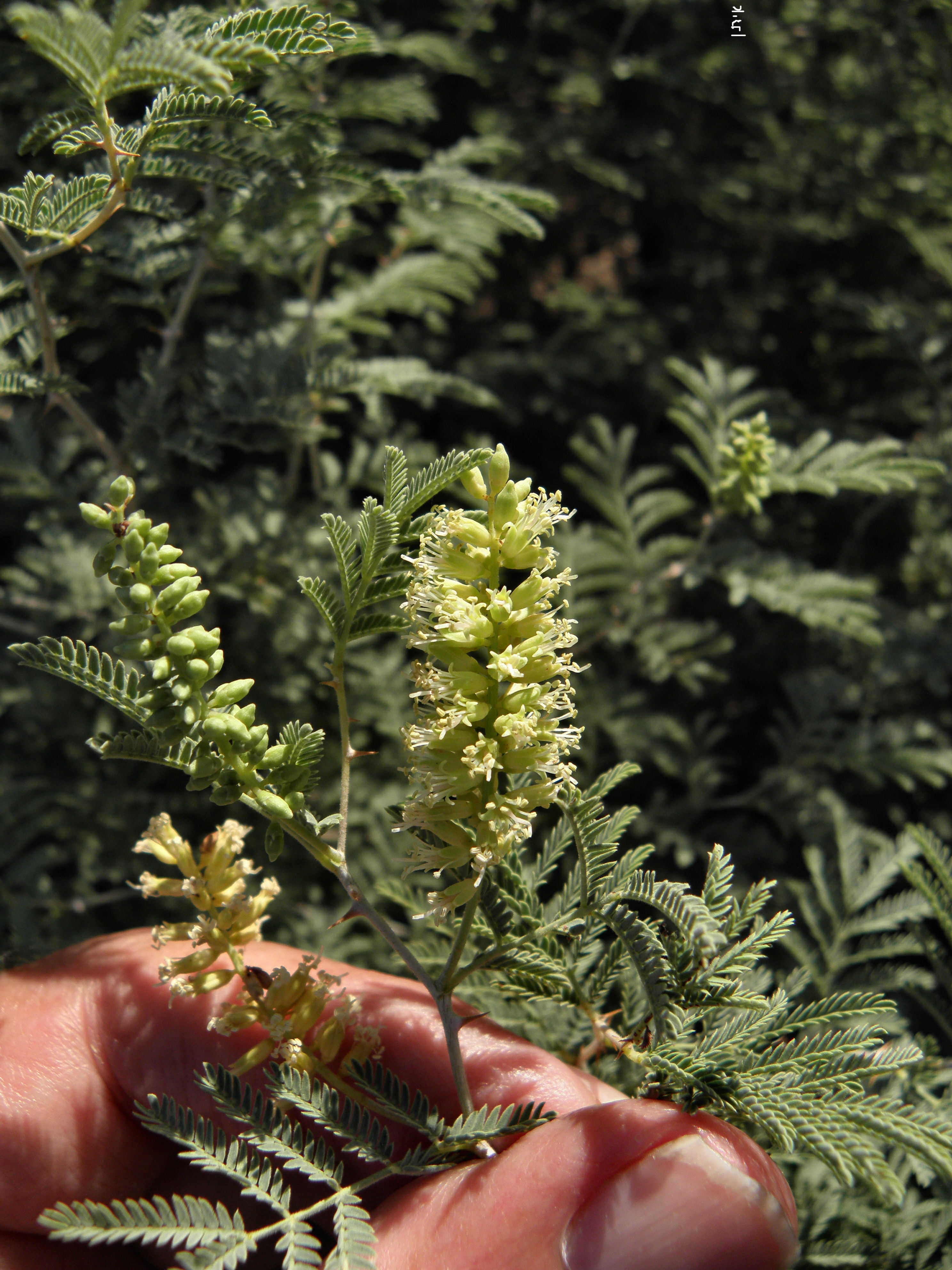
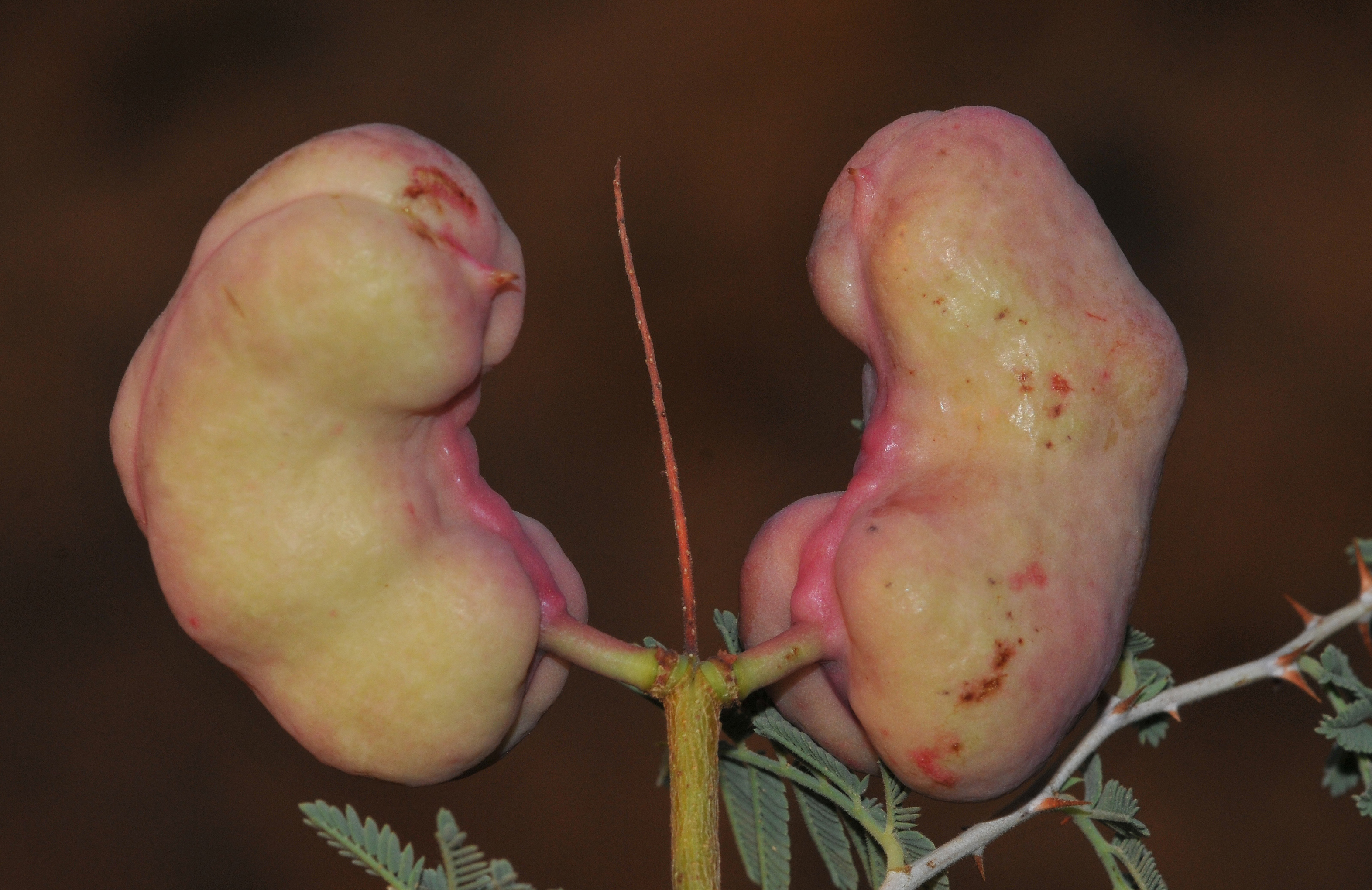
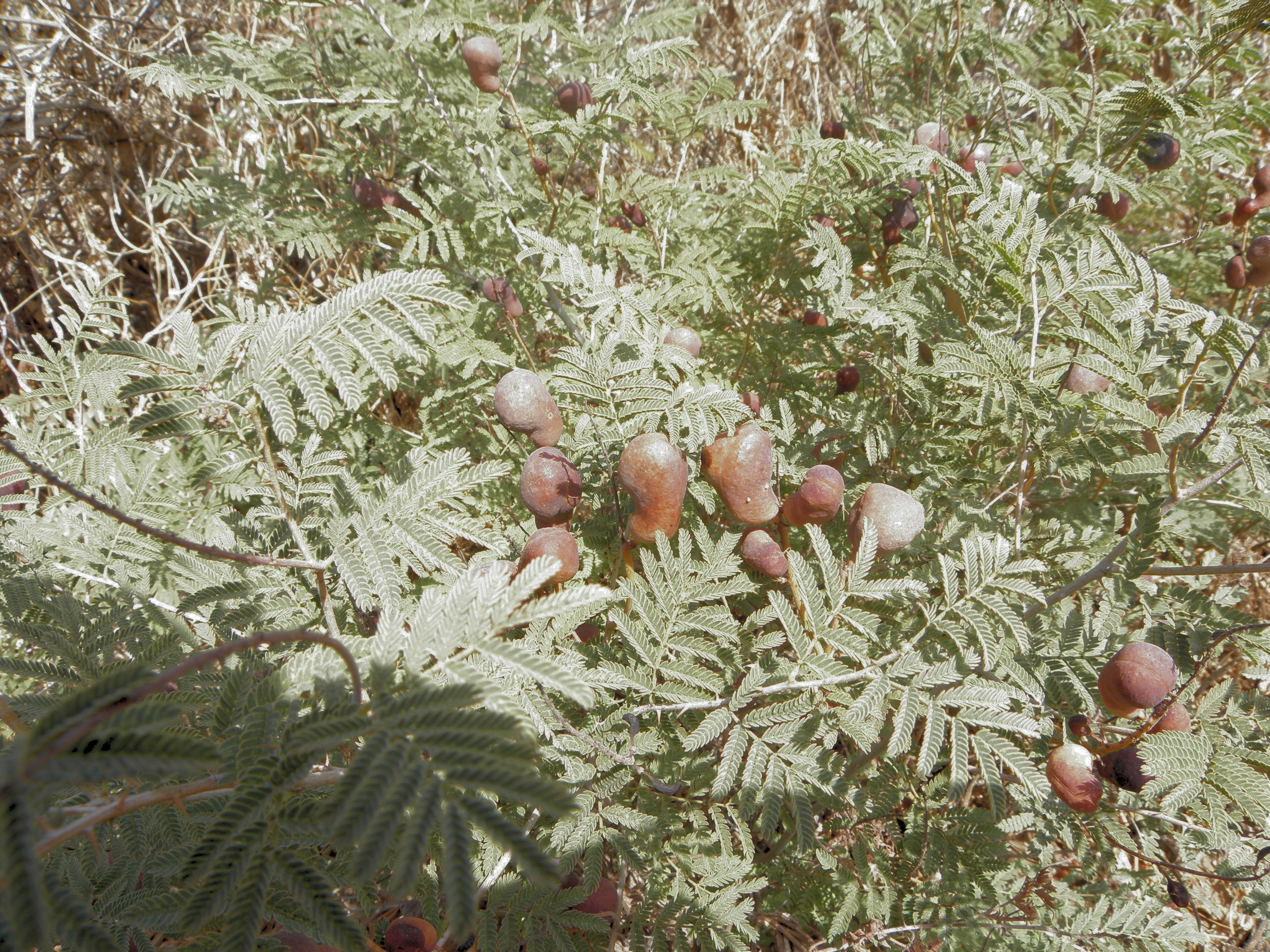